# Vítor Gonçalves
Vítor Cândido Afonso Gonçalves (Angra do Heroísmo, 14 de març de 1951) és un director, guionista i productor portuguès, fill de Vasco Gonçalves.
Es va graduar l'any 1979 a l'Escola de Cinema del Conservatori Nacional, que actualment és la prestigiosa Escola Superior de Teatro e Cinema de l'Institut Politècnic de Lisboa, on va ser alumne de António Reis i on actualment és professor i director del departament de direcció.
Va fundar, amb José Bogalheiro, l'any 1984, la productora Trópico Filmes, on dirigiria, produiria i escriure alguns llargmetratges els anys següents. La seva pel·lícula de debut, Uma Rapariga no Verão, amb Diogo Dória, João Perry, Isabel Galhardo i Joaquim Leitão en els papers principals, va tenir la seva presentació internacional. el 1986 a la Mostra Internacional de Cinema de Venècia. La pel·lícula comptava amb el nouvingut Pedro Costa com a ajudant de direcció, s wi Vítor Gonçalves produiria, anys més tard, el llargmetratge debut O Sangue, l'any 1989. Gonçalves passarà els tres anys següents a produir el llargmetratge. A Nuvem, d'Ana Luísa Guimarães, que es va estrenar el 1992.
El 2013, Vítor Gonçalves torna a dirigir un llargmetratge amb A Vida Invisível, amb Filipe Duarte, Maria João Pinho i João Perry, estrenada mundialment en la 8a edició de la Festa del Cinema di Roma.

## Filmografia com a director
- 2013 - A Via Invisível
- 1988 - Meia Noite
- 1986 - Uma Rapariga no Verão

## Filmografia com a productor
- 1992 - A Nuvem, d'Ana Luísa Guimarães (productor)
- 1989 - O Sangue de Pedro Costa (director de produccióo)